# أيمن مسرحي
أيمن مسرحي لاعب كرة قدم سعودي ، يلعب في الظهير الأيسر يلعب حالياً في نادي الهدى.

## مسيرة اللاعب
لعب في نادي الاتفاق ونادي القيصومة ونادي النهضة ونادي الساحل ونادي العدالة ونادي النجمة ونادي الهدى.

## الحياة الشخصية
هو شقيق اللاعبين سلطان مسرحي وفيصل مسرحي وخليفة مسرحي.